# Shō Kei
Shō Kei (尚敬 (Thượng Kính)  3 tháng 8, 1700－14 tháng 3, 1752) là một vị vua của Vương quốc Lưu Cầu, tại vị từ năm 1713 đến 1752. Trong giai đoạn ông trị vì, tam ti quan Sai On đã tiến hành cải cách, và được coi là một thời kỳ hoàng kim về chính trị và kinh tế và là thời kỳ nở rộ của văn hóa Lưu Cầu.
Phiên Satsuma của Nhật Bản vào năm 1712 đã đồng ý cho khôi phục xưng hiệu Lưu Cầu quốc vương. Sau khi kế vị người cha là Shō Eki năm 1713, Shō Kei đã bổ nhiệm nhiếp chính cho mình và tin tưởng vào Sai On, đưa ông làm tam ti quan (Sanshikan), cố vấn cho hoàng gia, vào năm 1728. Thời kỳ trị vì của ông được biết tới với một nhiều phát triển lớn, bao gồm cải cách kinh tế và những nỗ lực bảo tồn được thực hiện theo chỉ dẫn của Sai On, thay đổi chính trị, và phát triển học thuật. Năm 1718, hoàng đế Khang Hy của nhà Thanh phái hàn lâm viện đi nghiên cứu hảo bảo và sắp xếp Từ Bảo Quang sang sắc phong cho Shō Kei.